# Ranunculus grenierianus
Ranunculus grenierianus Jord. – gatunek rośliny z rodziny jaskrowatych (Ranunculaceae Juss.). Występuje naturalnie we Francji, Niemczech, Szwajcarii, Austrii oraz Włoszech. 

## Morfologia
PokrójNiska Bylina o nagich pędach. Dorasta do 10–60 cm wysokości.
LiścieSą bardzo owłosione, 3- lub 5-klapowane. Mają owalny kształt. Brzegi są ząbkowane.
KwiatyMają żółtozłotą barwę. Dorastają do 8–22 mm średnicy. Działki kielicha są owłosione.
OwoceNiełupki z zakrzywionym dziobem na końcu.

## Biologia i ekologia
Rośnie na łąkach, piargach i w zaśnieżonych miejscach. Występuje na obszarze górskim wysokości do 2800 m n.p.m. Kwitnie od maja do sierpnia. Dobrze rośnie na glebach o odczynie kwaśnym. 